# Nestelbergbach
Der Nestelbergbach ist ein linker Zubringer zur Erlauf in Gaming in Niederösterreich.
Der Nestelbergbach quellt aus dem nördlichen Abhang des Ötschers unterhalb der Edelbachmäuer hervor und wird in seinem Oberlauf als Pfanngraben bezeichnet. Hier befindet sich auch die Nestelbergsäge (759 m ü. A.), ein ehemaliges Sägewerk, dessen Funktion sich heute nurmehr erahnen lässt, das aber aufgrund einer vorüberführenden, geschotterten Straße ein beliebter Ausgangspunkt für Wanderungen, insbesondere auf den Ötscher über den Rauen Kamm ist. Bald mündet von links der aus Raneck kommende Ortleitengraben ein und danach das Notental, dessen Bächlein unterhalb der Ortslage Schönwald entspringt. Der Nestelbergbach fließt nun auf die Erlauf zu und mündet in diese etwa auf der Höhe von Obereiben, einer Ortslage von Sankt Anton an der Jeßnitz. Die Erlauf stellt hier die Gemeindegrenze zwischen Gaming und Sankt Anton dar. Das Einzugsgebiet des Nestelbergbaches umfasst 11,9 km² in weitgehend bewaldeter Landschaft.